# Saad Hammouda
Saad Hammouda (né le 21 août 1993) est un athlète marocain, spécialiste du saut en hauteur.

## Biographie
Saad Hammouda est médaillé d'argent du concours de saut en hauteur des Jeux africains de 2023 à Accra ainsi que des Championnats d'Afrique d'athlétisme 2024 à Douala.

## Palmarès
| Date | Compétition            | Lieu      | Résultat | Épreuve         | Marque |
| ---- | ---------------------- | --------- | -------- | --------------- | ------ |
| 2014 | Championnats d'Afrique | Marrakech | 7e       | Saut en hauteur | 2,10 m |
| 2024 | Jeux africains         | Accra     | 2e       | Saut en hauteur | 2,21 m |
| 2024 | Championnats d'Afrique | Douala    | 2e       | Saut en hauteur | 2,15 m |

## Records
| Épreuve         | Marque | Lieu         | Date        |
| --------------- | ------ | ------------ | ----------- |
| Saut en hauteur | 2,22 m | Saint-Brieuc | 3 mars 2024 |